# 791 до н. е.

## Події
Ассирія:
- 24 червня спостерігалося сонячне затемнення;
- Військова сутичка ассирійців та Урарту в Хубушкії.